# Buslijn 47 (Rotterdam)
Buslijn 47 waren drie buslijnen geëxploiteerd door de RET in de Nederlandse stad Rotterdam. De buslijn reed tussen het Noordereiland en Station Blaak en werd op 14 december 2014 ingesteld ter compensatie van de opgeheven route van lijn 32 op het Noordereiland. Er hebben sinds 1953 drie verschillende lijnen in Rotterdam bestaan.

## Lijn 47 I

### Lijn U
Op 15 maart 1951 werd een nieuwe buslijn U ingesteld van de Groene Zoom naar de Zuider Begraafplaats. Op 24 mei 1952 werd het eindpunt verplaatst naar de Strevelsweg en reed dan door Zuidwijk om vanaf 18 november 1952 in de 2e Rosestraat te beginnen.

### Lijn 47, 54 en 58
Op 1 november 1953 werd de lijn vernummerd in lijn 47 maar de route bleef ongewijzigd. Op 13 december 1954 kreeg Pendrecht een nieuwe lijn 54 die van de Katendrechtese Lagedijk naar Pendrecht reed en weer terug. Op 20 januari 1958 werden de lijnen 47 en 54 samengevoegd tot één lijn 47 die reed van de Katendrechtse Lagedijk via Pendrecht en Zuidwijk naar de 2e Rosestraat. Op 7 februari 1959 werd lijn 47 weer gesplitst in een lijn 47 van de 2e Rosestraat via Dortsestraatweg naar Pendrecht en in een lijn 58 van de Jongkindstraat rechtstreeks naar Zuidwijk. Dit bleef afgezien van enkele kleine wijzigingen zo tot de indienststelling van de metro op 10 februari 1968. De lijnen 47 en 58 werden opgeheven en min of meer vervangen door de op 29 januari 1968 ingestelde nieuwe lijn 66.   

## Lijn 47 II

### Lijn 66
Na de opening van de Van Brienenoordbrug op 1 februari 1965 werd een nieuwe lijn 66 ingesteld tussen de Honingerdijk in aansluiting op tramlijn 1 over de nieuwe brug naar IJsselmonde en station Lombardijen. Het gaf de bewoners van de rechter en linker Maasoever hiermee een alternatieve verbinding naast de overbelaste Willemsbrug. 

### Lijn 48
In het kader van de hernummering van het lijnennet werd lijn 66 op 2 september 1967 vernummerd in lijn 48. 
In 1968 werd lijn 48 vanaf de Honingerdijk doorgetrokken via Het Lage Land naar station Alexander. Tijdens de bouw van de metro in Kralingen werd lijn 48 door deze wijk verlegd in verband met de tijdelijke inkorting van de tramlijnen over de Oudedijk. Na de opening van het eerste deel van de metro in mei 1982 werd de lijn verlegd via het metrostation Kralingse Zoom. Een jaar later werd de lijn bij de doortrekking van de sneltram naar Ommoord vanaf station Alexander verlengd naar de Max Planckplaats bij het winkelcentrum Binnenhof ter compensatie van de opgeheven lijn 37.

### Lijn 47
In 1996 werd lijn 48 in verband met de onregelmatige dienstuitvoering opgesplitst in drie lijnen. Lijn 46 reed voortaan het noordelijke gedeelte tussen Kralingse Zoom en Ommoord waarbij de lijn werd verlegd via Prinsenland terwijl lijn 47 naast lijn 48 over de van Brienenoordbrug ging rijden waarbij beide lijnen werden doorgetrokken naar het Zuidplein. In IJsselmonde reed lijn 47 via de Koninginneweg en lijn 48 via de Adriaan Volkerlaan. In de stille uren werd niet tussen Zuidplein en station Lombardijen gereden.
Op 4 november 2002 werden alle ritten van lijn 48 geïntegreerd in lijn 47, die tevens een routewijziging via de Slinge kreeg. Vanaf 24 mei 2004 ging lijn 47 niet meer naar het Zuidplein maar naar Pendrecht rijden, waarmee dit lijnnummer in deze wijk terugkeerde, en in de spits werd verder naar de Waalhaven gereden. Vanaf 2005 reed lijn 47 alleen nog maar tussen de Kralingse Zoom en Keizerswaard.
Lijn 47 werd in 2008 vervangen door Qbuzz lijn 183. Sinds december 2012 is lijn 183 een RET lijn en reed samen met lijn 145 tussen de Kralingse Zoom over de van Brienenoordbrug naar Keizerswaard. Tegenwoordig rijdt de lijn dit traject in samenhang met lijn 83.

## Lijn 47 III
Bij de invoering van de dienstregeling van 2015 is buslijn 48 opgeheven en rijdt buslijn 32 ter compensatie daarvan door naar Station Zuid, in plaats van zijn voormalige eindpunt op het Noordereiland. Om het Noordereiland toch goed bereikbaar te houden, is de nieuwe korte buslijn 47 ingesteld die vanaf Station Blaak over de Willemsburg naar het Noordereiland rijdt en na een grote lus over het eiland te hebben gereden weer terug naar Station Blaak gaat. Op 9 januari 2022 is de lijn wegens het geringe aantal passagiers opgeheven en vervangen door vraag afhankelijk openbaar vervoer in aansluiting op lijn 32. 